# کنتارو سکی
کنتارو سکی (انگلیسی: Kentaro Seki؛ زادهٔ ۹ مارس ۱۹۸۶) بازیکن فوتبال اهل ژاپن است.